# Stargazy pie
A stargazy pie (lit.  "Torta observadora de estrelas", em córnico: Hogen Ster-Lagatta; às vezes chamada de starrey gazey pie, stargazey pie e outras variantes) é um prato da Cornualha feito de sardinhas assadas, juntamente com ovos e batatas, cobertas com uma massa assada. Embora existam algumas variações que utilizam outros tipos de peixe, a característica exclusiva da stargazy pie são as cabeças (e, às vezes, as caudas) dos peixes que se projetam através da crosta, de modo que parecem estar olhando para as estrelas.
O prato é tradicionalmente originário do vilarejo de Mousehole [en], na Cornualha, e é tradicionalmente consumido durante o festival da véspera de Tom Bawcock para comemorar sua pesca heroica durante um inverno muito tempestuoso. Segundo o festival moderno, combinado com as iluminações do vilarejo de Mousehole, toda a pescaria foi assada em uma enorme torta estrelada, englobando sete tipos de peixe e salvando o vilarejo da fome. A história de Bawcock foi popularizada pelo livro infantil The Mousehole Cat, de Antonia Barber, que apresentava a torta. Em 2007, o participante Mark Hix venceu o Great British Menu da BBC com uma variante do prato.

## Descrição
A merry plaas you may believe

woz Mowsel pon Tom Bawcock's Eve.

To be theer then oo wudn wesh

To sup o sibm soorts o fesh!

Wen morgee brath ad cleard tha path

Comed lances for a fry,

An then us had a bet o scad

an starry gazee py.

Nex cumd fermaads, braa thustee jaads

As maad ar oozles dry,

An ling an haak, enough to maak

a raunen shark to sy!

A aech wed clunk as ealth wer drunk

En bumpers bremmen y,

An wen up caam Tom Bawcock's naam

We praesed un to tha sky.

Robert Morton Nance (1873–1959) (c. 1930)
A stargazy pie é uma torta de peixe à base de massa que, por tradição, é recheada com sardinhas inteiras. É fundamental que as sardinhas mantenham suas cabeças, de modo que elas se projetem através da parte superior da massa. A aparência das cabeças dos peixes faz com que eles pareçam estar “olhando para as estrelas”, daí o nome. A posição do peixe permite que o óleo liberado durante o cozimento escorra para a torta, adicionando um sabor mais encorpado e garantindo que a torta fique úmida. O famoso chef Rick Stein [en] sugeriu também espetar as caudas das sardinhas através da massa da torta para dar o efeito de salto através da água.
Apesar do fato de que o British Food Trust descreve o prato como sendo divertido e também para crianças, ele foi listado em “Yuck! Disgusting things people eat” (Eca! Coisas nojentas que as pessoas comem), um artigo sobre estilo de vida do New York Daily News baseado no livro de um autor americano, Neil Setchfield. Na véspera de Tom Bawcock, o prato é servido no The Ship Inn, o único pub em Mousehole, às vezes após uma encenação da lenda.

## Origem

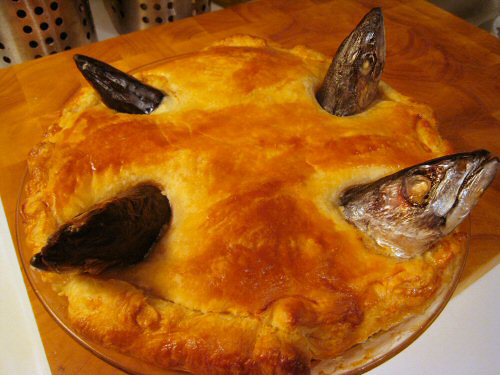
As cabeças das sardinhas devem ser preservadas

A torta é originária da vila de pescadores de Mousehole, na Cornualha. Como acontece com muitas tradições da Cornualha, surgiu uma lenda sobre suas origens. Nesse caso, a torta é servida para celebrar a bravura de Tom Bawcock, um pescador local do século XVI. Segundo a lenda, um inverno foi particularmente tempestuoso e nenhum dos barcos de pesca conseguiu deixar o porto. Com o Natal se aproximando, os moradores do vilarejo, que dependiam do peixe como sua principal fonte de alimento, enfrentavam a fome.
Em 23 de dezembro, Tom Bawcock decidiu enfrentar as tempestades e saiu em seu barco de pesca. Apesar do clima tempestuoso e do mar agitado, ele conseguiu pescar peixes suficientes para alimentar toda a aldeia. Toda a pesca (incluindo sete tipos de peixe) foi assada em uma torta, na qual as cabeças dos peixes se projetavam para provar que havia peixe dentro. Desde então, o festival da véspera de Tom Bawcock é realizado em 23 de dezembro em Mousehole. A comemoração e o memorial aos esforços de Tom Bawcock fazem com que os moradores do vilarejo exibam uma enorme stargazy pie durante a noite com uma procissão de lanternas feitas à mão, antes de comer a torta.
Um banquete mais antigo, realizado pelos pescadores no final de dezembro, incluía uma torta preparada com diferentes peixes para representar a variedade de capturas que os homens esperavam obter no ano seguinte. Existe a possibilidade de que a véspera de Tom Bawcock seja uma evolução desse festival. Desde 1963, o festival tem como cenário as iluminações do vilarejo de Mousehole, onde todo o porto é iluminado, juntamente com muitas outras exibições. Um conjunto de luzes representa até mesmo a própria torta, mostrando cabeças e rabos de peixe saindo de um prato de torta sob seis estrelas.
Houve um boato de que todo o festival era uma invenção do proprietário do The Ship Inn na década de 1950. No entanto, as festividades foram registradas por Morton Nance, um autor sobre o idioma da Cornualha, em 1927, na revista Old Cornwall. Sua descrição se referia às festividades anteriores a 1900, embora ele duvidasse da realidade de Tom Bawcock, sugerindo que se tratava, na verdade, de “Beau Coc”. Ele também confirmou que as origens do festival remontavam à época pré-cristã, embora não esteja claro em que momento a stargazy pie passou a fazer parte das festividades. Morton Nance restaurou a música tradicional cantada na véspera de Tom Bawcock, tocada com a melodia local “Marcha Nupcial”.
Uma lenda que envolve a stargazy pie, juntamente com as outras tortas incomuns da Cornualha, é que elas foram a razão pela qual o Diabo nunca foi à Cornualha. Em seu livro Popular Romances of the West of England; or, The drolls, traditions, and superstitions of old Cornwall, a collection of Cornish traditions, Robert Hunt explica que o Diabo atravessou o rio Tamar [en] até Torpoint [en]. O capítulo, intitulado “The Devil's Coits, etc.”, explica que o Diabo descobriu que os habitantes da Cornualha colocavam qualquer coisa em uma torta e decidiu retornar para Devon antes que eles gostassem de uma torta “diabólica”.

## Receitas

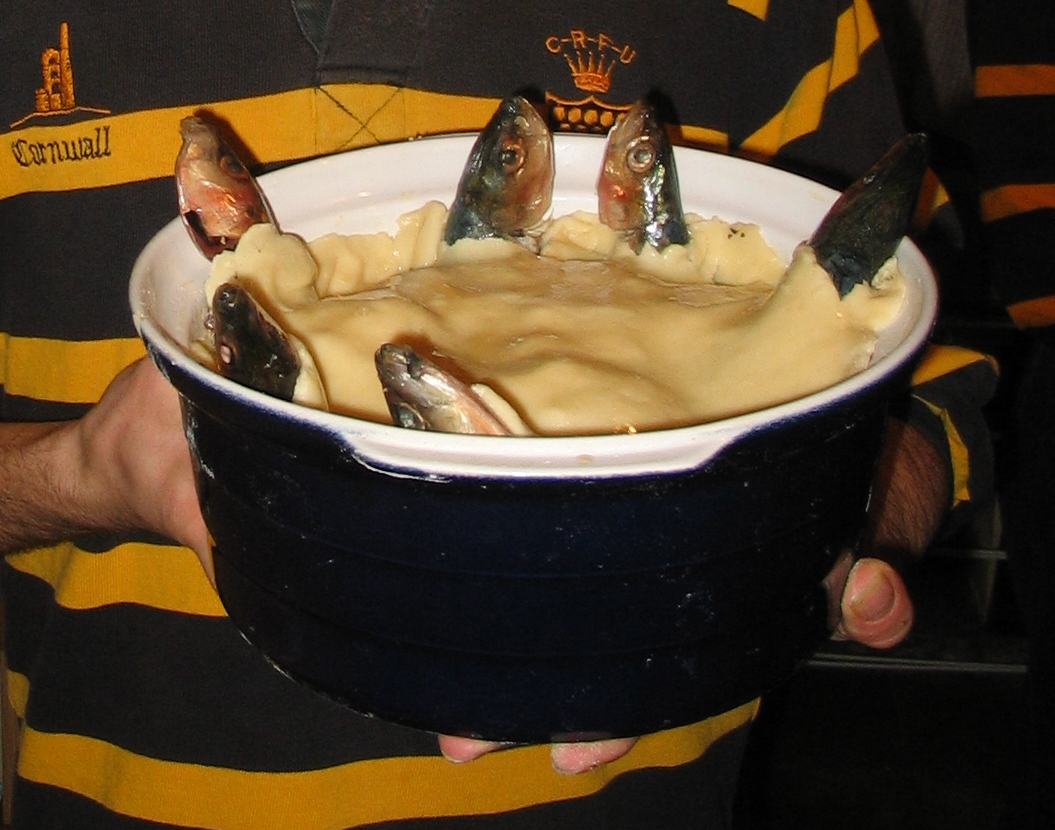
Stargazy pie, com sardinhas olhando para cima antes de ser assada no forno

A torta original da lenda incluía galeota, carapau, sardinha, arenque, cação e maruca [en], além de um sétimo peixe. Em uma torta tradicional, o ingrediente principal é a sardinha, embora a cavalinha ou o arenque sejam usados como substitutos. Richard Stevenson, chef do The Ship Inn em Mousehole, sugere que qualquer peixe-branco serve para o recheio, enquanto a sardinha ou o arenque podem ser adicionados para a apresentação. Antes de colocá-lo na torta, o peixe deve ser descamado e desossado (exceto a cabeça e a cauda) para facilitar o consumo. Com o peixe, os outros ingredientes tradicionais são leite engrossado, ovos e batatas cozidas.
Há muitas variações de receitas com base nos ingredientes tradicionais, algumas das quais incluem ovos cozidos, bacon, cebola, mostarda ou vinho branco. Outras alternativas ao peixe principal podem ser lagostim e coelho ou cordeiro. A stargazy pie é sempre coberta com uma massa, geralmente quebrada [en], mas às vezes folhada, através da qual as cabeças e, às vezes, as caudas dos peixes se projetam.
Para a apresentação, uma sugestão é que as sardinhas sejam dispostas com as caudas voltadas para o centro da torta e as cabeças saindo pela crosta ao redor da borda. Como inclui batatas e massa, a torta pode ser servida sozinha ou com pão crocante, às vezes com legumes. Outros acompanhamentos sugeridos são o queijo Cornish Yarg, chetnim de ruibarbo, ovos escalfados ou uma fatia de limão.

## Na música
Nancy Kerr e James Fagan gravaram um álbum e a faixa Starry Gazy Pie em 1997.
Jim Causley faz referência a “starry-gazey pie” na faixa “My Young Man's a Cornishman” em seu álbum Cyprus Well, de 2013. A música vem de um poema de seu parente distante Charles Causley (1917-2003).
A cantora córnica Brenda Wootton gravou o álbum Starry-Gazey Pie com Rob Bartlett em 1975 para a Sentinel Records.